# Seznam portugalských koloniálních pevností

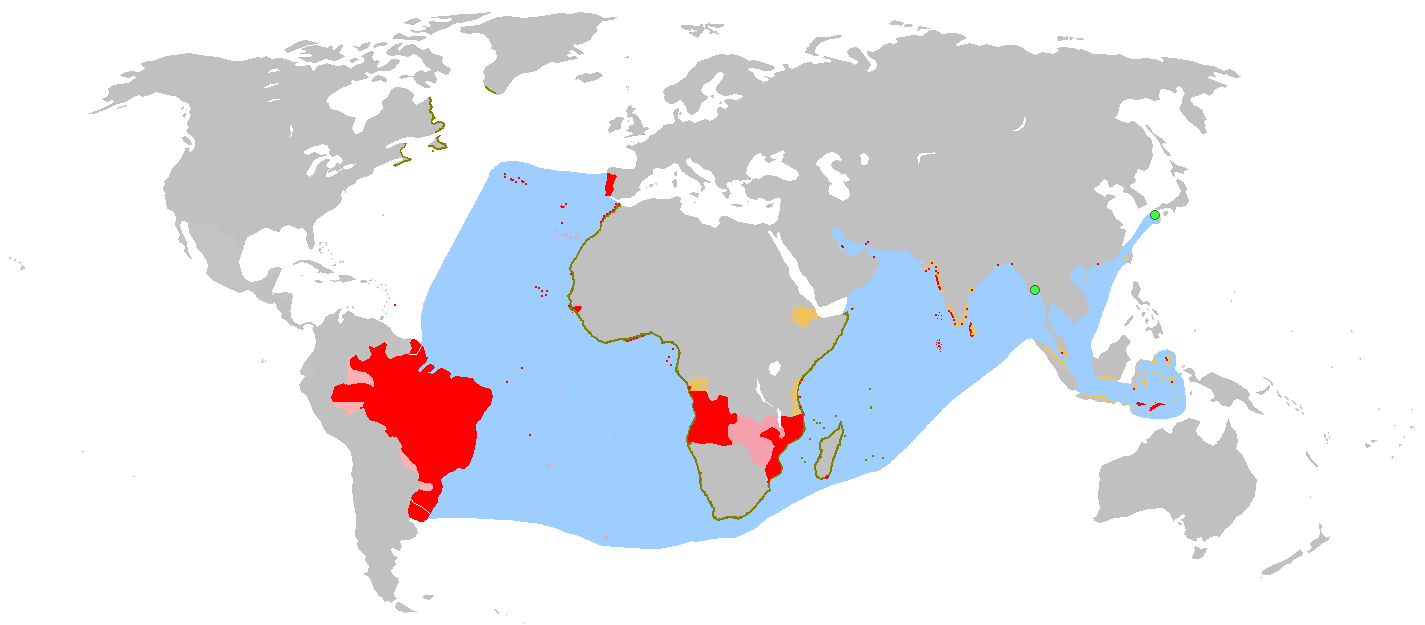
Mapa Portugalské říše a jejích nároků, opěrných bodů, obchodních vod a ekonomických zájmů

Tento seznam portugalských koloniálních pevností uvádí opevnění, která byla postavena, částečně postavena nebo jejichž výstavba byla nařízena Portugalci po celém světě. Všechny pevnosti v tomto seznamu se nacházejí mimo území dnešního Portugalska a byly postaveny za účelem kolonizace zámořských území a obrany a šíření Portugalské říše. Některé pevnosti byly v portugalských rukou jen krátkou dobu – často jen několik let, než byli Portugalci vyhnáni, zatímco jiné byly v jejich držení po staletí.
Portugalští objevitelé objevili mnoho zemí a námořních tras v 15.–18. století během epochy zámořských objevů. Na svých cestách vybudovali po celém světě předsunuté stanice a pevnosti, z nichž mnohé existují dodnes. Tyto pevnosti si jsou často podobné, a proto je snadné je odlišit od jiných opevnění.
Dochované pevnosti jsou dnes považovány za cenné svědectví dějin raného novověku, některé jsou chráněny jako památky Světového dědictví UNESCO, například hrady a pevnosti v Ghaně nebo město Galle na Srí Lance.

## Pevnosti podle regionů

### Afrika
| Název                                                                                     | Postavena  | Stav      | Obrázek | Město/Region        | Současná země                | Historičtí vládci                                                                                            |
| ----------------------------------------------------------------------------------------- | ---------- | --------- | ------- | ------------------- | ---------------------------- | --- |
| Hrad Elmina portugalsky: Castelo de São Jorge da Mina                                     | 1482       | Dochovaná |         | Elmina              | Ghana                        | Portugalsko (1482–1637) Nizozemsko (1637–1872) Británie (1872–1957)                                          |
| Pevnost Cacheu portugalsky: Forte de Cacheu                                               | 1588       | Dochovaná |         | Cacheu              | Guinea-Bissau                | Portugalsko (1588–1974)                                                                                      |
| Pevnost vévody z Braganzy portugalsky: Forte Duque de Bragança                            | 1820       | Zřícenina |         | Ilhéu de Sal Rei    | Kapverdy                     | Portugalsko (1820–1975)                                                                                      |
| Ježíšova pevnost Mombasa portugalsky: Forte Jesus de Mombaça                              | 1593–1596  | Dochovaná |         | Mombasa             | Keňa                         | Portugalsko (1593–1698, 1728–1729) Omán (1698–1741, 1837–1895) Místní vláda (1741–1837) Británie (1895–1963) |
| Pevnost svatého Antonína v Aximu portugalsky: Forte de Santo António                      | 1515       | Dochovaná |         | Axim                | Ghana                        | Portugalsko (1515–1642) Nizozemsko (1642–1872) Británie (1872–1957)                                          |
| Pevnost svatého Kajetána v Sofale portugalsky: Forte de São Caetano de Sofala             | 1505       | Zničená   |         | Sofala              | Mozambik                     | Portugalsko (1505–1975)                                                                                      |
| Pevnost svatého Šebestiána v Xamě portugalsky: Forte de São Sebastião de Xama             | 1520–1526  | Dochovaná |         | Shama               | Ghana                        | Portugalsko (1520–1642) Nizozemsko (1642–1872) Británie (1872–1957)                                          |
| Pevnost svatého Šebestiána na Mozambiku portugalsky: Forte de São Sebastião               | 1558       | Dochovaná |         | Ostrov Mozambik     | Mozambik                     | Portugalsko (1558–1975)                                                                                      |
| Pevnost svatého Šebestiána São Tomé portugalsky: Forte de São Sebastião                   | 1575       | Dochovaná |         | São Tomé            | Svatý Tomáš a Princův ostrov | Portugalsko (1575–1641, 1644–1975) Nizozemsko (1641–1644)                                                    |
| Pevnost Kambambe portugalsky: Fortaleza de Cambambe                                       | 1604       | Zřícenina |         | Cambambe            | Angola                       | Portugalsko (1604–1975)                                                                                      |
| Pevnost Mazagão portugalsky: Fortaleza de Mazagão                                         | 1514       | Dochovaná |         | Džadída             | Maroko                       | Portugalsko (1514–1769) Maroko (1769–1912) Francie (1912–1956)                                               |
| Pevnost Muxima portugalsky: Fortaleza da Muxima                                           | 1599       | Dochovaná |         | Muxima              | Angola                       | Portugalsko (1599–1641, 1648–1975) Nizozemsko (1641–1648)                                                    |
| Pevnost svatého Jana Křtitele v Ajudě portugalsky: Fortaleza de São João Batista de Ajudá | 1721       | Dochovaná |         | Ouidah              | Benin                        | Portugalsko (1721–1961)                                                                                      |
| Pevnost svatého Josefa v Amuře portugalsky: Fortaleza de São José da Amura                | 1697       | Obnovená  |         | Bissau              | Guinea-Bissau                | Portugalsko (1697–1974)                                                                                      |
| Pevnost svatého Michaela v Luandě portugalsky: Fortaleza de São Miguel                    | 1576       | Dochovaná |         | Luanda              | Angola                       | Portugalsko (1576–1641, 1648–1975) Nizozemsko (1641–1648)                                                    |
| Královský hrad Mogador portugalsky: Castelo Real de Mogador                               | 1506       | Zbořený   |         | As-Sawíra           | Maroko                       | Portugalsko (1506–1510)                                                                                      |
| Královská pevnost svatého Filipa portugalsky: Forte Real de São Filipe                    | 1587–1593  | Dochovaná |         | Cidade Velha        | Kapverdy                     | Portugalsko (1587–1975)                                                                                      |
| Královské hradby Ceuty portugalsky: Muralhas Reais de Ceuta                               | 1540. léta | Dochované |         | Ceuta               | Španělsko                    | Portugalsko (1415–1668)                                                                                      |
| Pevnost svatého Vavřince portugalsky: Fortim de São Lourenço                              | 1695       | Dochovaná |         | Ostrov sv. Vavřince | Mozambik                     | Portugalsko (1695–1975)                                                                                      |

### Amerika
| Název                                                                                            | Postavena | Stav      | Obrázek | Město/Region              | Současná země | Historičtí vládci                                                                          |
| ------------------------------------------------------------------------------------------------ | --------- | --------- | ------- | ------------------------- | ------------- | ------------------------------------------------------------------------------------------ |
| Pevnost Panny Marie Uzdravující portugalsky: Forte de Nossa Senhora dos Remédios                 | 1737      | Zřícenina |         | Fernando de Noronha       | Brazílie      | Portugalsko (1737–1822)                                                                    |
| Pevnost svatého Antonína v Baře portugalsky: Forte de Santo Antônio da Barra                     | 1596      | Obnovená  |         | Salvador                  | Brazílie      | Portugalsko (1596–1822) Nizozemsko (1624–1625)                                             |
| Pevnost svatého Antonína v Carmu portugalsky: Forte de Santo Antônio Além do Carmo               | 1695–1703 | Dochovaná |         | Salvador                  | Brazílie      | Portugalsko (1695–1822)                                                                    |
| Pevnost svatého Antonína v Gurupá portugalsky: Forte de Santo Antônio de Gurupá                  | 1601–1619 | Obnovená  |         | Gurupá                    | Brazílie      | Nizozemsko (1601–1623) Portugalsko (1623–1822)                                             |
| Pevnost svatého Jakuba v Salvadoru portugalsky: Forte de São Diogo                               | 1609      | Dochovaná |         | Salvador                  | Brazílie      | Portugalsko (1609–1822) Nizozemsko (1624–1625)                                             |
| Pevnost svatého Vavřince v Itaparice portugalsky: Forte de São Lourenço                          | 1631      | Obnovená  |         | Itaparica                 | Brazílie      | Portugalsko (1631–1822) Nizozemsko (1647)                                                  |
| Pevnost svatého Marcela portugalsky: Forte de São Marcelo                                        | 1608–1623 | Dochovaná |         | Salvador                  | Brazílie      | Portugalsko (1608–1822) Nizozemsko (1624–1625)                                             |
| Pevnost Panny Marie v Salvadoru portugalsky: Forte de Santa Maria                                | 1614      | Dochovaná |         | Salvador                  | Brazílie      | Portugalsko (1614–1822) Nizozemsko (1624–1625)                                             |
| Pevnost archanděla Michaela v Dieciochu portugalsky: Forte de São Miguel                         | 1737      | Dochovaná |         | Dieciocho de Julio        | Uruguay       | Portugalsko (1737–1763) Španělsko (1763–1816) Portugalsko (1816–1822) Brazílie (1822–1828) |
| Pevnost svaté Anny ve Fernando de Noronha portugalsky: Forte de Santana                          | 1775      | Zřícenina |         | Fernando de Noronha       | Brazílie      | Portugalsko (1775–1822)                                                                    |
| Pevnost sv. Tří králů v Natalu portugalsky: Forte dos Reis Magos                                 | 1599      | Dochovaná |         | Natal                     | Brazílie      | Portugalsko (1599–1633, 1654–1822) Nizozemsko (1633–1654)                                  |
| Pevnost svatého Kříže v Anhatomirimu portugalsky: Fortaleza de Santa Cruz de Anhatomirim         | 1739–1744 | Dochovaná |         | Governador Celso Ramos    | Brazílie      |                                                                                            |
| Pevnost svatého Kříže v Baře portugalsky: Fortaleza de Santa Cruz da Barra                       | 1612      | Dochovaná |         | Niterói                   | Brazílie      | Portugalsko (1612–1822)                                                                    |
| Pevnost Nanebevzetí Panny Marie ve Fortaleze portugalsky: Fortaleza de Nossa Senhora da Assunção | 1812      | Dochovaná |         | Fortaleza                 | Brazílie      | Portugalsko (1812–1822)                                                                    |
| Pevnost Početí Panny Marie portugalsky: Fortaleza de Nossa Senhora da Conceição                  | 1718      | Dochovaná |         | Rio de Janeiro            | Brazílie      | Portugalsko (1718–1822)                                                                    |
| Pevnost Panny Marie Radostné portugalsky: Fortaleza de Nossa Senhora dos Prazeres                | 1767–1769 | Dochovaná |         | Paranaguá                 | Brazílie      | Portugalsko (1767–1822)                                                                    |
| Pevnost svaté Terezy portugalsky: Fortaleza de Santa Teresa                                      | 1762      | Dochovaná |         | Národní park Santa Teresa | Uruguay       | Portugalsko (1762–1763) Španělsko (1763–1816) Portugalsko (1816–1822) Brazílie (1822–1828) |

### Asie-Pacifik
| Název                                                                                              | Postavena   | Stav      | Obrázek | Město/region      | Současná země  | Historičtí vládci |
| -------------------------------------------------------------------------------------------------- | ----------- | --------- | ------- | ----------------- | -------------- | --- |
| Pevnost Aljalali portugalsky: Forte Aljalali Orig: Forte de São João                               | 1586        | Obnovená  |         | Maskat            | Omán           | Portugalsko (1586–1650) Maskat (1650–1820) Maskat a Omán (1820–1892) Británie (1892–1970)                                                               |
| Pevnost Arippu portugalsky: Forte Arippu                                                           | 17. století | Zřícenina |         | Mannar            | Srí Lanka      | Portugalsko (17. století-1658) Nizozemsko (1658–1796) Británie (1796–1948)                                                                              |
| Pevnost Balibo portugalsky: Forte Balibo                                                           | 1645–1665   | Dochovaná |         | Balibo            | Východní Timor | Portugalsko (1645–1975) Indonésie (1975–1999) UNTAET (1999–2002)                                                                                        |
| Pevnost Batticaloa portugalsky: Forte Batticaloa                                                   | 1622–1628   | Dochovaná |         | Batticaloa        | Srí Lanka      | Portugalsko (1622–1638) Nizozemsko (1638–1796) Británie (1796–1948)                                                                                     |
| Pevnost Cabo de Rama portugalsky: Forte do Cabo da Rama                                            | 1763        | Zřícenina |         | Canacona          | Indie          | Portugalsko (1763–1961) |
| Hrad Aguada portugalsky: Castella de Aguada Orig: Forte de Bandorá                                 | 1640        | Dochovaná |         | Bombaj            | Indie          | Portugalsko (1640–1661) Británie (1661–1947) |
| Pevnost Chaporá portugalsky: Forte de Chaporá                                                      | 1717        | Zřícenina |         | Chapora           | Indie          | Portugalsko (1717–1961) |
| Pevnost Cranganore portugalsky: Forte de Cranganore Orig: Fortaleza da São Tomé                    | 1523        | Zřícenina |         | Kodungallur       | Indie          | Portugalsko (1523–1662) Nizozemsko (1662–1796) Británie (1796–1947)                                                                                     |
| Pevnost Diu portugalsky: Fortaleza de Diu Orig: Fortaleza de São Tomé                              | 1535        | Dochovaná |         | Diu               | Indie          | Portugalsko (1535–1961) |
| Pevnost Dongri portugalsky: Forte de Dongri                                                        | 1596        | Zřícenina |         | Bombaj            | Indie          | Portugalsko (1596-1739) Maráthská říše (1739-1818) Británie (1818–1947)                                                                                 |
| Pevnost A Famosa portugalsky: A Famosa                                                             | 1511        | Fragmenty |         | Malakka           | Malajsie       | Portugalsko (1511–1641) Nizozemsko (1641–1795, 1818–1824) Británie (1795–1818, 1824–1956) Japonsko (1942–1945)                                          |
| Pevnost Almirani portugalsky: Forte de Almirani                                                    | 16. století | Obnovená  |         | Maskat            | Omán           | Portugalsko (16. století-1650) Osmanská říše (1552, 1581–1588) Maskat (1650–1820) Maskat a Omán (1820–1892) Británie (1892–1970)                        |
| Pevnost Angediva portugalsky: Forte de Angediva                                                    | 1505        | Zbořená   |         | Ostrov Anjediva   | Indie          | Portugalsko (1505–1961) |
| Manuelova pevnost portugalsky: Forte de Manuel                                                     | 1503        | Zřícenina |         | Kochi             | Indie          | Portugalsko (1503–1663) Nizozemsko (1663–1795) Británie (1795–1947)                                                                                     |
| Pevnost Ternate portugalsky: Fortaleza de Ternate Orig: São João Baptista de Ternate               | 1522        | Zřícenina |         | Ternate           | Indonésie      | Portugalsko (1522–1575) Ternate (1575–1606) Španělsko (1606–1663) Nizozemsko (1663–1942, 1945–1946) Japonsko (1942–1945) Východní Indonésie (1946–1950) |
| Pevnost Victoria, Pevnost Zvěstování Panny Marie portugalsky: Fortaleza Nossa Senhora de Anunciada | 1575        | Dochovaná |         | Ambon, Maluku     | Indonésie      | Portugalsko (1575–1605) Nizozemsko (1605–1946) Británie (1810–1814) Japonsko (1942-1945) Východní Indonésie (1946–1950) Republika Jižní Maluku (1950)   |
| Pevnost Početí Panny Marie v Hormuzu portugalsky: Forte de Nossa Senhora da Conceição              | 1515        | Fragmenty |         | Hormuz            | Írán           | |
| Pevnost Queixome portugalsky: Forte de Queixome                                                    | 1621        | Zřícenina |         | Kešm              | Írán           | Portugalsko (1621–1622) |
| Pevnost svatého Antonína v Simboru portugalsky: Forte de Santo António de Simbor                   | 1722        | Obnovená  |         | Simbor            | Indie          | Portugalsko (1722–1961) |
| Pevnost Tarout portugalsky: Forte de Tarout                                                        | 1515–1520   | Dochovaná |         | Ostrov Tarout     | Saúdská Arábie | Portugalsko (1515–1559) |
| Pevnost Aguada portugalsky: Fortaleza da Aguada                                                    | 1612        | Dochovaná |         | Sinquerim         | Indie          | Portugalsko (1612–1961) |
| Pevnost Galle portugalsky: Forte de Galle                                                          | 1584        | Dochovaná |         | Galle             | Srí Lanka      | Portugalsko (1584–1640) Nizozemsko (1640–1796) Británie (1796–1948)                                                                                     |
| Pevnost Ghodbunder portugalsky: Forte de Ghodbunder                                                | 1550–1730   | Zřícenina |         | Tháné             | Indie          | Portugalsko (1550–1737) Maráthská říše (1737–1818) Británie (1818–1947)                                                                                 |
| Pevnost Guia portugalsky: Fortaleza da Guia                                                        | 1622–1638   | Dochovaná |         | Macao             | Čína           | Portugalsko (1622–1999) |
| Pevnost Caçapo portugalsky: Forte de Caçapo                                                        | 17. století | Obnovená  |         | Chasáb            | Omán           | |
| Pevnost Korlai portugalsky: Forte de Korlai Orig: Fortaleza do Morro de Chaul                      | 1521        | Zřícenina |         | Korlai            | Indie          | Ahmadnagar (1521–1594) Portugalsko (1594–1739) Maráthská říše (1739–1818) Británie (1818–1947)                                                          |
| Pevnost Madh portugalsky: Forte de Madh                                                            | 17. století | Dochovaná |         | Bombaj            | Indie          | Portugalsko (17. století) Británie (1661–1947) |
| Pevnost Malé portugalsky: Forte de Malé                                                            | 17. století | Zbořená   |         | Maledivy          | Maledivy       | Portugalsko (1558–1650) Nizozemsko (1650–1796) Británie (1796–1953)                                                                                     |
| Pevnost Mormugão portugalsky: Forte de Mormugão                                                    | 1624        | Zřícenina |         | Mormugao          | Indie          | Portugalsko (1624–1961) |
| Pevnost Monte portugalsky: Fortaleza do Monte                                                      | 1617–1626   | Dochovaná |         | Macao             | Čína           | Portugalsko (1617–1999) |
| Pevnost Matara portugalsky: Forte de Matara                                                        | 1580. léta  | Dochovaná |         | Maskat            | Omán           | Portugalsko (1580. léta–1650) Maskat (1650–1820) Maskat a Omán (1820–1892) Británie (1892–1970)                                                         |
| Pevnost Negombo portugalsky: Forte de Negombo                                                      | 17. století | Fragmenty |         | Negombo           | Srí Lanka      | Portugalsko (17. století–1640) Nizozemsko (1640–1796) Británie (1796–1948)                                                                              |
| Pevnost Paliporto portugalsky: Forte de Paliporto                                                  | 1503        | Dochovaná |         | Kochi             | Indie          | Portugalsko (1503–1663) Nizozemsko (1663–1795) Británie (1795–1947)                                                                                     |
| Pevnost Pooneryn portugalsky: Forte de Pooneryn                                                    | 17. století | Zřícenina |         | Pooneryn          | Srí Lanka      | Portugalsko (17. století-1658) Nizozemsko (1658–1796) Británie (1796–1948)                                                                              |
| Portugalská pevnost v Jepaře portugalsky: Forte Português                                          | 17. století | Dochovaná |         | Jepara Regency    | Indonésie      | Mataram (17. století-1743) Nizozemsko (1743–1811, 1814–1942) Británie (1811–1814) Japonsko (1942–1945)                                                  |
| Pevnost Barém portugalsky: Forte de Barém                                                          | 16. století | Dochovaná |         | Hlavní guvernorát | Bahrajn        | Portugalsko (16. století) |
| Reduta rady Jacinta Candida portugalsky: Reduto do Conselheiro Jacinto Candido                     | 1655        | Dochovaná |         | Batugade          | Východní Timor | Portugalsko (1655–1975) Indonésie (1975–1999) UNTAET (1999–2002)                                                                                        |
| Pevnost Revdanda portugalsky: Forte de Revdanda Orig: Fortaleza de Chaul                           | 1524        | Zřícenina |         | Revdanda          | Indie          | Portugalsko (1524–1806) Maráthská říše (1806–1818) Británie (1818–1947)                                                                                 |
| Pevnost svatého anděla portugalsky: Forte de Santo Ângelo                                          | 1505        | Dochovaná |         | Kannur            | Indie          | |
| Pevnost svatého Tomáše portugalsky: Forte de São Tomé                                              | 1518        | Zřícenina |         | Kollam            | Indie          | Portugalsko (1518–1661) Nizozemsko (1661–1795) Británie (1795–1947)                                                                                     |